# Karl Warner
Karl DeWitt Warner (ur. 23 czerwca 1908 w Woodbury, zm. 5 września 1995 w Rochesterze) – amerykański sprinter, mistrz olimpijski z 1932.
Warner biegł na trzeciej zmianie amerykańskiej sztafety 4 × 400 metrów, która zdobyła złoty medal na igrzyskach olimpijskich w 1932 w Los Angeles, ustanawiając rekord świata wynikiem 3:08,2 (biegła w składzie: Ivan Fuqua, Edgar Ablowich, Warner i Bill Carr). Był studentem Uniwersytetu Yale.